# Andrena aciculata
Andrena aciculata là một loài Hymenoptera trong họ Andrenidae. Loài này được Morawitz mô tả khoa học năm 1886.